# لاري لويس
لاري لويس (بالإنجليزية: Larry Lewis)‏ هو لاعب كرة قدم أمريكية أمريكي، ولد في 30 أكتوبر 1957 في فال في الولايات المتحدة.